# Paul Adam
Paul Adam (7. prosince 1862, Paříž – 1. ledna 1920, Paříž) byl francouzský spisovatel a publicista.
Paul Adam byl původně naturalista, pak spolupracoval se symbolisty (Gustave Khan, Henri de Régnier, Jean Moréas). Později byl ovlivněn anarchismem a nacionalismem.

## Dílo
- Chair molle 1885
- Soi 1886
- Les Demoiselles Goubert, Mœurs de Paris (spolu s Jeanem Moréasem) 1886
- Le Thé chez Miranda (spolu s Jeanem Moréasem) 1886
- La glèbe 1887
- Les Volontés merveilleuses: Être 1888
- Les Volontés merveilleuses: L'essence de soleil 1890
- Les Volontés merveilleuses: en décor 1890
- L'Époque: Le Vice filial 1891
- L'Époque: Robes rouges 1891
- L'Époque: Les Cœurs utiles 1892
- L'Automne: drama o třech jednáních 1893 – zakázáno cenzurou
- Le Conte futur (Budoucí povídka) 1893, v češtině
- Critique des mœurs, E. Kolb, 1893
- Les Images sentimentales 1893
- Princesses byzantines 1893
- La Parade amoureuse 1894
- Le Mystère des foules (Tajemství davů) 1895
- Les Cœurs nouveaux 1896
- La Force du mal 1896
- Lettres de Malaisie 1898, román (Listy z Malajska), v češtině
- Tetralogie Le Temps et la Vie (Čas a život, historie rodiny Héricourt) — La Force (Síla) 1899, L'Enfant d'Austerlitz (Slavkovské dítě) 1901, La Ruse (Lest) 1903, Au soleil de juillet (V červencovém slunci) 1903
- Le troupeau de Clarisse (Klarissino stádo) román, 1904, v češtině
- Le Serpent noir 1905
- Les Liones (Lvi) 1906 román, v češtině
- Vues d’Amérique 1906, cestopisné eseje
- La Morale des Sports 1907
- Le Malaise du monde latin 1910
- Le Trust (Trust) 1910
- Contre l’Aigle 1910
- Stéphanie 1913
- Les visages du Brésil 1915, cestopisné eseje
- Le Lion d'Arras 1919
- Reims dévastée 1920
- Notre Carthage 1922, cestopisné eseje

### V češtině
- Listy z Malajska – přeložil Stanislav K. Neumann. Praha: Grund a Antonín Baumgartner, 1905
- Budoucí povídka – in: 1000 nejkrásnějších novel ... č. 74, úvod František Sekanina, přeložil Arnošt Procházka. Praha: J. R. Vilímek, 1914
- Listy z Malajska: román – Praha: Kamilla Neumannová, 1920[1]
- Lvi: román – přeložila Jaroslava Votrubová-Veselá. Praha: Státní tiskárna, 1921
- Koktejl neřesti: Klarissino stádo – přeložil Quido Palička. Praha: Jaroslav Korel, 1936

#### V češtině
- Petr Kyloušek: heslo Paul Adam in: Slovník francouzsky píšících spisovatelů, Praha, Libri, 2002, ISBN 80-7277-130-2
- Jan Otokar Fischer a kol.: Dějiny francouzské literatury 19. a 20. století, díl II. (1870–1930), Praha, Academia, 1983 (literatura o P. Adamovi)
- heslo Paul Adam v Ottově slovníku naučném, svazek XXVIII., Doplňky, str. 8–9 (text hesla je k dispozici též v knize „Šaldův slovník naučný“, Praha: Československý spisovatel, 1986)